# 유만년 (유천양후)
유만년(劉萬年, ? ~ ?)은 전한의 제후로, 교동대왕의 증손이다.

## 행적
아버지 유건의 뒤를 이어 유천후(柳泉侯)에 봉해졌다.
시호를 양(煬)이라 하였고, 아들 유영창이 작위를 이었다.

## 출전
- 반고, 《한서》 권15하 왕자후표 下

| 선대 아버지 유천효후 유건 | 전한의 유천후 ? ~ ? | 후대 아들 유영창 |